# 學藝大學站

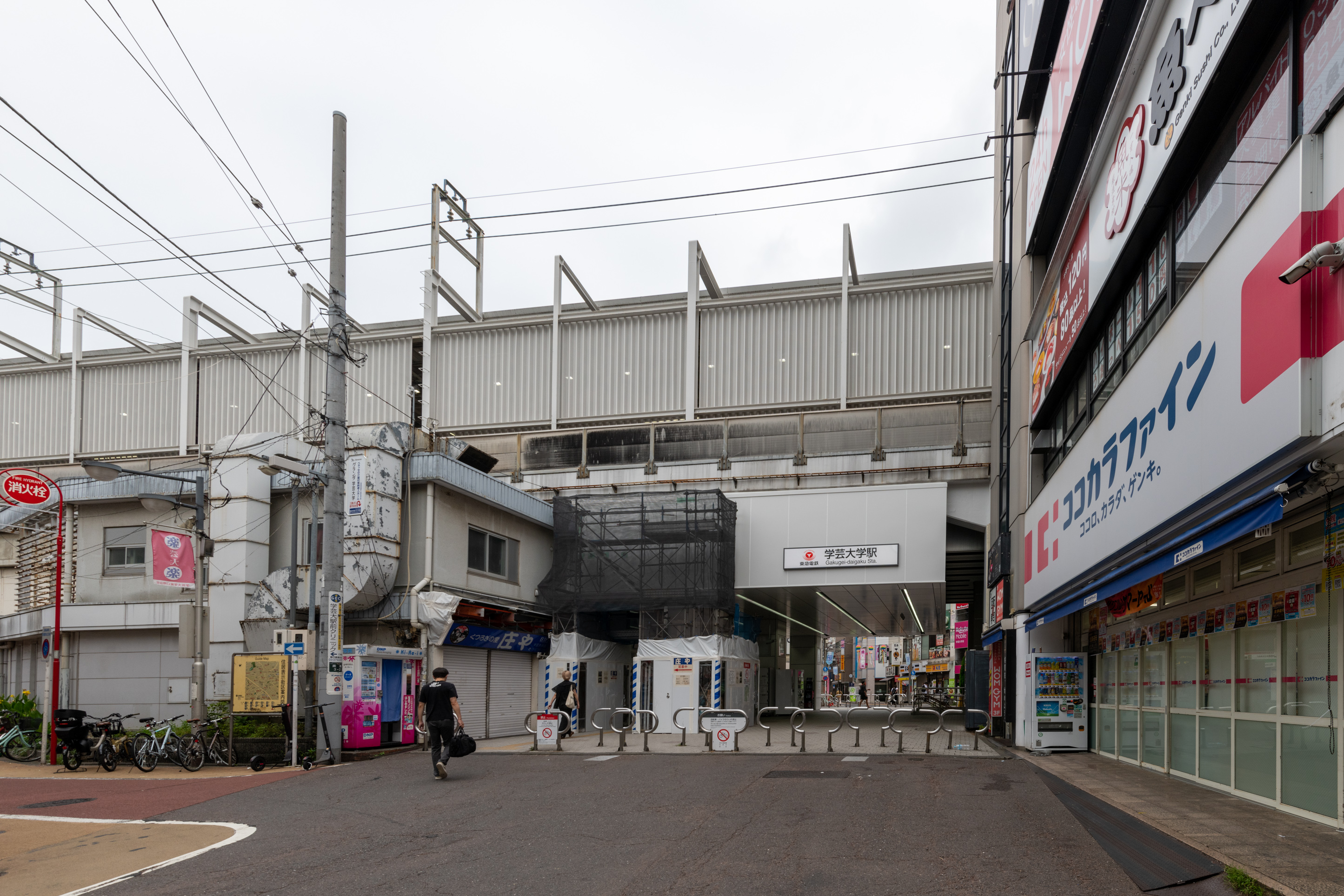
車站入口（東口）（2022年8月8日）

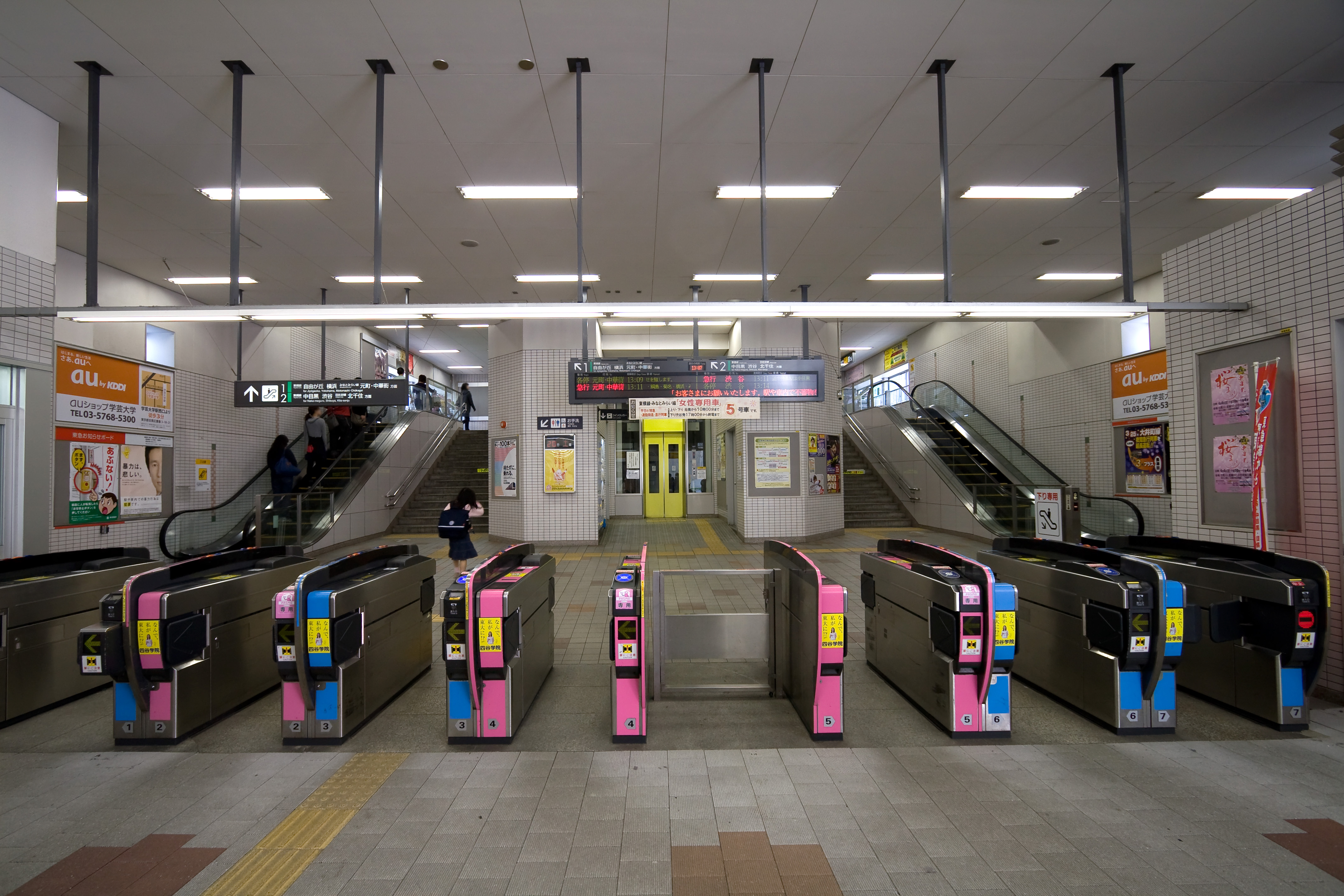
剪票口（2009年3月20日）

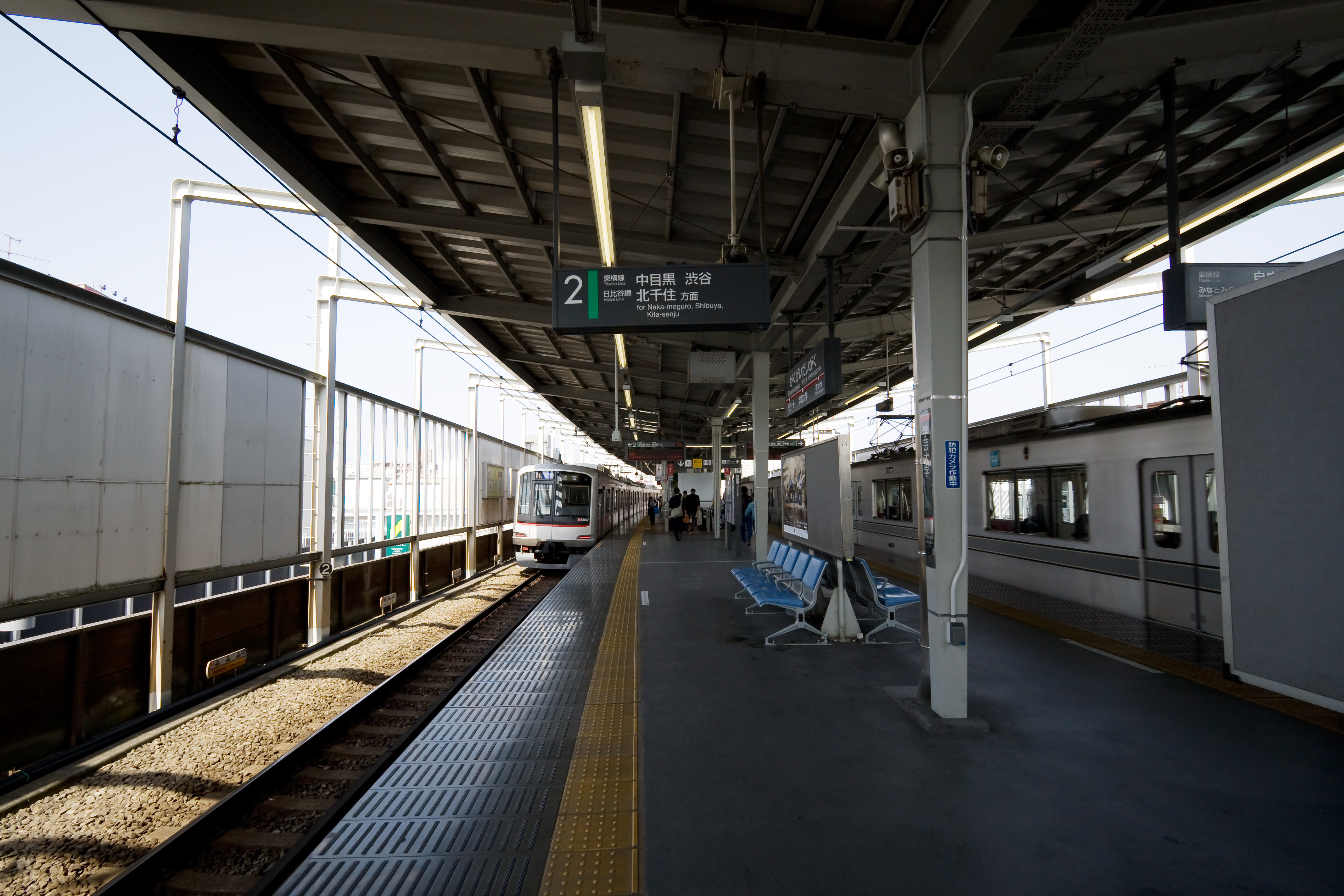
月台（2009年3月20日）

學藝大學站（日语：／ Gakugei-daigaku eki */?）是位於日本東京都目黑區鷹番三丁目，屬於東急電鐵東橫線的鐵路車站。車站編號是TY05。
站名的由來是在1964年搬遷至小金井市的東京學藝大學，不過現時仍是東京學藝大學附屬高等學校最近站。

## 历史
- 1927年（昭和2年）8月28日 - 碑文谷車站開業[4]。
- 1936年（昭和11年）4月1日 - 改名青山師範站[4]。
- 1943年（昭和18年）2月1日 - 改名第一師範站[5]。
- 1952年（昭和27年）7月1日 - 改名學藝大學站[4]。
- 1964年（昭和39年）6月 - 地下通道完成[4]。
- 1970年（昭和45年）11月13日 - 高架化[4][6]。
- 1971年（昭和46年）2月 - 設置自動驗票閘門（5台）
- 1999年（平成11年）5月 - 車站名變更檢討、投票結果為不變。

## 車站結構
本站為島式月台1面2線的高架車站。剪票口與月台間設有電梯與電扶梯。廁所在1樓付費區內。因應2013年3月16日起與東京地下鐵副都心線相互直通運轉，站進行月台延長工程以停靠10輛編組的急行列車。同時進行耐震補強工程。2014年3月16日，月台門啟用。
2012年4月11日，學藝大學東急store入駐的商業設施「GAKUDAI KOUKASHITA」正式開幕，設施內除了已開幕的東急store與「Gakudai-Yokocho 學大橫丁」，還包含了新開幕的「Gakudai-Ichiba 學大市場」與「Gakudai-Komichi 學大小路」。

### 月台配置
| 月台 | 路線   | 方向 | 目的地                                                   |
| ---- | ------ | ---- | -------------------------------------------------------- |
| 1    | 東橫線 | 下行 | 自由丘、橫濱、 港未來21線 元町·中華街方向                |
| 2    | 東橫線 | 上行 | 澀谷、 副都心線 池袋、 池袋線 所澤、 東上本線 川越市方向 |

（來源：東急電鐵:車站構內圖（页面存档备份，存于））

## 使用情況
2016年度一日平均上下車人次為77,224人。近年一日平均上車人次如下表。
| 年度               | 1日平均 上下車人次 | 1日平均 上車人次 | 來源     |
| ------------------ | ------------------ | ---------------- | -------- |
| 1990年（平成02年） |                    | 36,918           | [ * 1 ]  |
| 1991年（平成03年） |                    | 37,014           | [ * 2 ]  |
| 1992年（平成04年） |                    | 36,227           | [ * 3 ]  |
| 1993年（平成05年） |                    | 35,545           | [ * 4 ]  |
| 1994年（平成06年） |                    | 35,290           | [ * 5 ]  |
| 1995年（平成07年） |                    | 35,202           | [ * 6 ]  |
| 1996年（平成08年） |                    | 35,167           | [ * 7 ]  |
| 1997年（平成09年） |                    | 34,584           | [ * 8 ]  |
| 1998年（平成10年） |                    | 33,110           | [ * 9 ]  |
| 1999年（平成11年） |                    | 33,033           | [ * 10 ] |
| 2000年（平成12年） |                    | 32,751           | [ * 11 ] |
| 2001年（平成13年） |                    | 32,823           | [ * 12 ] |
| 2002年（平成14年） |                    | 32,575           | [ * 13 ] |
| 2003年（平成15年） | 63,668             | 32,464           | [ * 14 ] |
| 2004年（平成16年） | 64,402             | 32,704           | [ * 15 ] |
| 2005年（平成17年） | 65,836             | 33,364           | [ * 16 ] |
| 2006年（平成18年） | 67,853             | 34,356           | [ * 17 ] |
| 2007年（平成19年） | 69,185             | 35,120           | [ * 18 ] |
| 2008年（平成20年） | 69,387             | 35,203           | [ * 19 ] |
| 2009年（平成21年） | 70,094             | 35,510           | [ * 20 ] |
| 2010年（平成22年） | 70,001             |                  | [ * 21 ] |
| 2011年（平成23年） | 69,522             |                  | [ * 22 ] |
| 2012年（平成24年） | 71,950             |                  | [ * 23 ] |
| 2013年（平成25年） | 74,405             |                  | [ * 24 ] |
| 2014年（平成26年） | 74,384             |                  | [ * 25 ] |
| 2015年（平成27年） | 75,775             |                  | [ * 26 ] |
| 2016年（平成28年） | 77,224             |                  | [ * 27 ] |
| 2017年（平成29年） | 77,864             |                  |          |
| 2018年（平成30年） | 78,251             |                  |          |
| 2019年（令和元年） | 77,850             |                  |          |
| 2020年（令和2年）  | 57,308             |                  |          |
| 2021年（令和3年）  | 62,867             |                  |          |
| 2022年（令和4年）  | 67,776             |                  |          |

## 車站周邊
- GAKUDAI KOUKASHITA
  - 學藝大學東急store（日语：東急ストア）
- 碑文谷公園（日语：碑文谷公園）[3]
- 東京學藝大學附屬高等學校（日语：東京学芸大学附属高等学校）
- 東京地方裁判所民事執行中心
- 目黑郵便局（日语：目黒郵便局）
  - 郵貯銀行目黑店
- 喀麥隆駐日大使館
- 目黑星美學園小學校（日语：目黒星美学園小学校）
- 目黑區役所（日语：目黒区役所）中央地區服務事務所
- 目黑區立目黑本町圖書館
- 目黑鷹番郵便局
- 學藝大學前郵便局
- 圓融寺（日语：円融寺 (目黒区)）
- 天主教碑文谷教會（慈幼會）
- AEON STYLE碑文谷（日语：イオンスタイル碑文谷）

### 巴士路線
- 學藝大學站（東急巴士）[14]
  - <反11> 往世田谷區民會館（日语：世田谷区役所）（經野澤龍雲寺、上馬）／往五反田站（經清水庚申、武藏小山）[14]
- 三谷（東急巴士）[2]
  - <惠32> 往用賀站（經東京醫療中心（日语：国立病院機構東京医療センター）前）／往惠比壽站（經由目黑區綜合廳舎前）

## 站名與地名
開業時的站名「碑文谷」是現在目黑區南部一帶的廣域地名。荏原郡碑文谷村在1888年（明治21年）與衾村（日语：／。現在的目黑區環七通以南）合併成立碑衾村（日语：／。1927年町制施行後為碑衾町）後成為其大字。本站因設於碑衾村大字碑文谷字鷹番，因此以大字作為站名。另外，字的「鷹番」仍現在車站所在地名。
「碑文谷」的由來有多種說法，一說是以鎌倉街道刻著碑文的石（現存於碑文谷八幡宮）命名。「鷹番」則是源自於江戶幕府設置的目黑鷹場的鷹番屋敷。
周邊的目黑區側地名有五本木、三谷（日语：／）、唐崎（日语：／）（三谷與唐崎因實施住居表示中而消失），世田谷區側有下馬、野澤。
1936年（昭和11年），當時赤坂區青山北町的東京府青山師範學校遷至世田谷下馬町，東京橫濱電鐵將其最近站更名為「青山師範站」。之後，隨著該校更名再陸續改為「第一師範站」、「學藝大學站」。東京學藝大學站在1964年（昭和39年）移往小金井市。
學藝大學搬走後。大學考生陸續表示站名「令人困惑」。之後，1999年（平成11年）6月，配合翌年2000年（平成12年）東橫線複複線化與東急目蒲線直通營團地下鐵南北線、都營地下鐵三田線，路線圖須大幅刷新時進行站名變更研究。若是周邊居民有超過三分之二以上贊成則進行改名，但最後調查顯示有過半數地方居民反對更名，因而作罷。

## 其他
本站並非轉乘站，站前也無巴士圓環，但卻是急行停車站。這是由於設定急行班次時，本站周邊是市區與郊外的交界，也是悠久的繁華街。以前曾是目黑區役所最近站，在區役所移往中目黑站附近的舊千代田生命保險本社大廈後依然有大量通勤族，運量並未受到太大影響。早晨尖峰時段有時還有出現無法搭上上行急行列車的狀況。

## 相鄰車站
東急電鐵
 東橫線
■特急、□通勤特急
通過
■急行
中目黑（TY03）－學藝大學（TY05）－自由丘（TY07）
■各站停車
祐天寺（TY04）－學藝大學（TY05）－都立大學（TY06）

## 延伸閱讀
- 宮田道一. . JTBパブリッシング. 2008-09-01. ISBN 9784533071669.
- . 東京急行電鉄株式会社. 1973-04-18.

## 外部連結
- 學藝大學（各站資訊） - 東急電鐵